# Casa Vilaseca (Vic)
La Casa Vilaseca és una obra eclèctica de Vic (Osona) inclosa a l'Inventari del Patrimoni Arquitectònic de Catalunya.

## Descripció
Edifici civil. Casa entre mitgera, consta de planta baixa, 3 pisos i terrat.
A la planta hi ha un ampli portal destinat a botiga i farcit d'anuncis comercials. S'hi obre un portal aparador i un portalet que dona a l'escala dels pisos. Hi ha una gradació d'obertures segons l'alçada. A cada un dels nivells s'hi obre un balcó amb baranes de forja. La façana està decorada amb esgrafiats de color blanc i terrós. Al primer i tercer pis hi ha una mena de rosers i en el del mig s'hi entreveu una mena de parra amb figures humanes que beuen d'una copa. En un sector s'hi veu el cromatisme de les fulles de color verd. La façana és acabada amb una cornisa i al damunt s'hi obre una terrassa amb barana i coberta d'uralita. L'estat de conservació és mitjà i caldria restaurar els esgrafiats.

## Història
L'edifici primitiu fou construït el 1886. Posteriorment s'hi feren reformes i cal ressaltar les baranes dels balcons i els esgrafiats d'inspiració modernista.
Situada a l'antic camí itinerant que arribava a la ciutat i que va començar a créixer al segle xii. Al segle xiii va creixent el raval del carrer de Manlleu i al segle xiv es comença a construir el convent de les clarisses entre aquest carrer i el de Santa Joaquima. Al segle xvi comença a construir-se Santa Clara la Nova i al segle xvii s'hi instal·len els carmelitans descalços (a l'actual Sant Miquel). A partir d'aquest segle es comencen a construir els eixamples de la ciutat i es refà el barri de Santa Eulàlia entre els carrer de Manlleu i els dels caputxins. Al segle xviii desapareix el portal d'aquest carrer. Al segle xix finalment acaba amb l'eixample de l'horta d'en Xandri entre aquest carrer i el Gurb.